# Aire naturelle d'État du Hill Country
L'aire naturelle d'État du Hill Country (en anglais : Hill Country State Natural Area) est une aire protégée américaine située dans les comtés de Bandera et Medina, au Texas. Ce parc d'État protégeant une petite fraction du Hill Country acquise en 1976 a ouvert en 1984.